# Laccodytes americanus
Laccodytes americanus är en skalbaggsart som beskrevs av Peschet 1919. Laccodytes americanus ingår i släktet Laccodytes och familjen dykare. Inga underarter finns listade i Catalogue of Life.